# Seamus
«Seamus» es la quinta canción del álbum Meddle de Pink Floyd (1971). Tiene la particularidad de mezclar la voz de David Gilmour con los aullidos del perro de raza collie Seamus (perteneciente a Steve Marriot, líder de Humble Pie y de Small Faces) sobre una progresión de acordes bluesera.

## Letra
I was in the kitchen,
Seamus, that's the dog, was outside.
Well, I was in the kitchen,
Seamus, my old hound, was outside.
Well, you know, the sun was sinking slowly,
But my old hound dog sat right down and cried.
Yo estaba en la cocina,
Seamus, el perro, estaba fuera.
Sí, yo estaba en la cocina,
Seamus, mi viejo sabueso, estaba fuera.
Y saben, el sol iba cayendo,
Pero mi viejo perro sabueso estaba sentado y llorando.

## Otra versión: «Mademoiselle Nobs»
El director Adrian Maben filmó la única versión en vivo de «Seamus», de forma bastante cambiada, excluyendo la letra y retitulada «Mademoiselle Nobs», para su película Pink Floyd: Live at Pompeii (1972).
Para recrear la canción, Gilmour tocó la armónica en vez de cantar y Roger Waters tocó una de las Stratocaster de Gilmour. Una perra de raza borzoi llamada Nobs, que pertenecía a Madonna Bouglione (la hija del director de circo Joseph Bouglione), fue llevada al estudio para hacer los aullidos de acompañamiento que el coolie Seamus había hecho para la versión de estudio. En esta versión también se puede escuchar un bajo eléctrico, aunque grabado y superpuesto en la filmación en otro estudio; así como en varias canciones de Pink Floyd, es difícil señalar quién lo toca.

## Posteridad

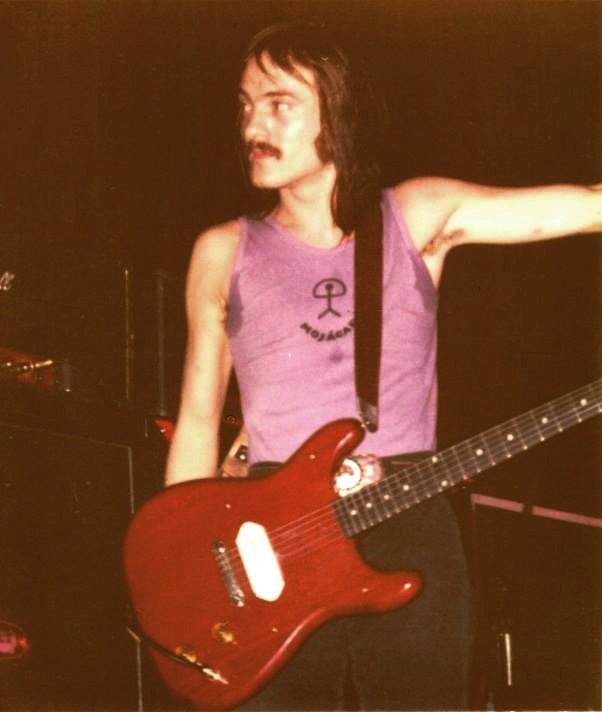
Steve Marriott, el dueño de Seamus (1972).

Años después, la canción apareció en la versión fílmica de la obra teatral de Tom Stoppard titulada Rosencrantz & Guildenstern Are Dead.
«Seamus» a menudo aparece en las listas de las peores canciones de Pink Floyd.

## Personal
- David Gilmour - Guitarra acústica, armónica y voces (Meddle).
- Roger Waters - Bajo, guitarra eléctrica (Live at Pompeii).
- Richard Wright - Piano (Meddle), micrófono y caricias a Nobs (Live at Pompeii).[4]
- Seamus (Meddle) - Aullidos.
- Nobs (Live at Pompeii) - Aullidos.